# Neohebestola parvula
Neohebestola parvula là một loài bọ cánh cứng trong họ Cerambycidae.